# Jean-Baptiste Gabriel Rivière
Pour les articles homonymes, voir Rivière (homonymie).
Jean-Baptiste, Gabriel Rivière, né le 5 octobre 1739 à Gravelines (Flandre française) et mort le 28 mai 1825 à Gravelines (Nord), est un homme politique français.

## Biographie
Avant la Révolution française, il est premier échevin de Gravelines.
Il épouse Marie Madeleine Torris.
En 1782, il achète pour 6600 livres tournois la seigneurie de Bommerswalle située sur Gravelines. 
Administrateur du département du Nord, puis juge de paix de Gravelines le 8 nivôse an II, et fut élu député du Nord au Conseil des Anciens le 14 avril 1799.
Rallié au 18 brumaire, il devient Député du Nord au Corps législatif le 25 décembre 1799 jusqu'au 1er juillet 1804 .

## Hommage
Un centre d'accueil de jour Alzheimer porte son nom à Gravelines.